# Jonathan Grahn
Jonathan Grahn (* 30. Dezember 2004) ist ein schwedischer Leichtathlet, der sich auf den Langstreckenlauf spezialisiert hat.

## Sportliche Laufbahn
Erste internationale Erfahrungen sammelte Jonathan Grahn im Jahr 2022, als er bei den U20-Weltmeisterschaften in Cali in 3:43,96 min den neunten Platz im 1500-Meter-Lauf belegte. Im Jahr darauf siegte er in 8:44,67 min über 3000 Meter bei den U20-Europameisterschaften in Jerusalem  und gewann im 5000-Meter-Lauf in 14:12,73 min die Silbermedaille. 2025 gelangte er bei der 1. Liga der Team-Europameisterschaft in Madrid mit 13:56,03 min auf den neunten Platz über 5000 Meter und anschließend gewann er bei den U23-Europameisterschaften in Bergen in 29:05,46 min die Silbermedaille im 10.000-Meter-Lauf hinter dem Dänen Joel Ibler Lillesø. Zudem belegte er über 5000 Meter in 13:47,98 min den sechsten Platz.
2024 wurde Grahn schwedischer Hallenmeister im 3000-Meter-Lauf.

## Persönliche Bestleistungen
- 1500 Meter: 3:37,06 min, 29. Juli 2023 in Söderhamn (schwedischer U20-Rekord)
  - 1500 Meter (Halle): 3:40,52 min, 3. Februar 2024 in Stockholm
  - Meile (Halle): 3:57,03 min, 28. Januar 2024 in Val-de-Reuil
- 3000 Meter: 7:43,38 min, 10. September 2023 in Zagreb (schwedischer U20-Rekord)
  - 3000 Meter (Halle): 7:54,66 min, 13. Februar 2022 in Uppsala (schwedischer U20-Rekord)
- 5000 Meter: 13:29,38 min, 17. Mai 2025 in Stockholm
- 10.000 Meter: 29:05,49 min, 17. Juli 2025 in Bergen
- 10-km-Straßenlauf: 28:38 min, 12. Januar 2025 in Valencia